# Venon (Eure)
Venon é uma comuna francesa na região administrativa da Normandia, no departamento de Eure. Estende-se por uma área de 5,1 km². Em 2010 a comuna tinha 413 habitantes (densidade: 81 hab./km²).